# Vlatka Škoro
Vlatka Škoro (Osijek, 1987.), hrvatska kiparica mlađe generacije.
Studirala je kiparstvo na Akademiji likovnih umjetnosti u Zagrebu u klasi profesora Stjepana Gračana. Diplomirala je 2010. godine, a iste je godine dobila i Erste Grand Prix nagradu za skulpturu Indigo dijete. Upisala je doktorski studij Kiparstvo na Akademiji likovnih umjetnosti u Zagrebu na kojem je doktorirala 2018. godine pod mentorstvom prof. Peruška Bogdanića. Izlagala je na trinaest samostalnih i tridesetak skupnih izložbi u Hrvatskoj i inozemstvu. Sudjelovala je na brojnim radionicama i festivalima. Izlagala je na izložbi Vidljive. Živi i radi u Zagrebu.